# Hôpital Porte-Madeleine
L’hôpital Porte-Madeleine est un ancien hôpital français se situant à Orléans (Loiret).

## Histoire

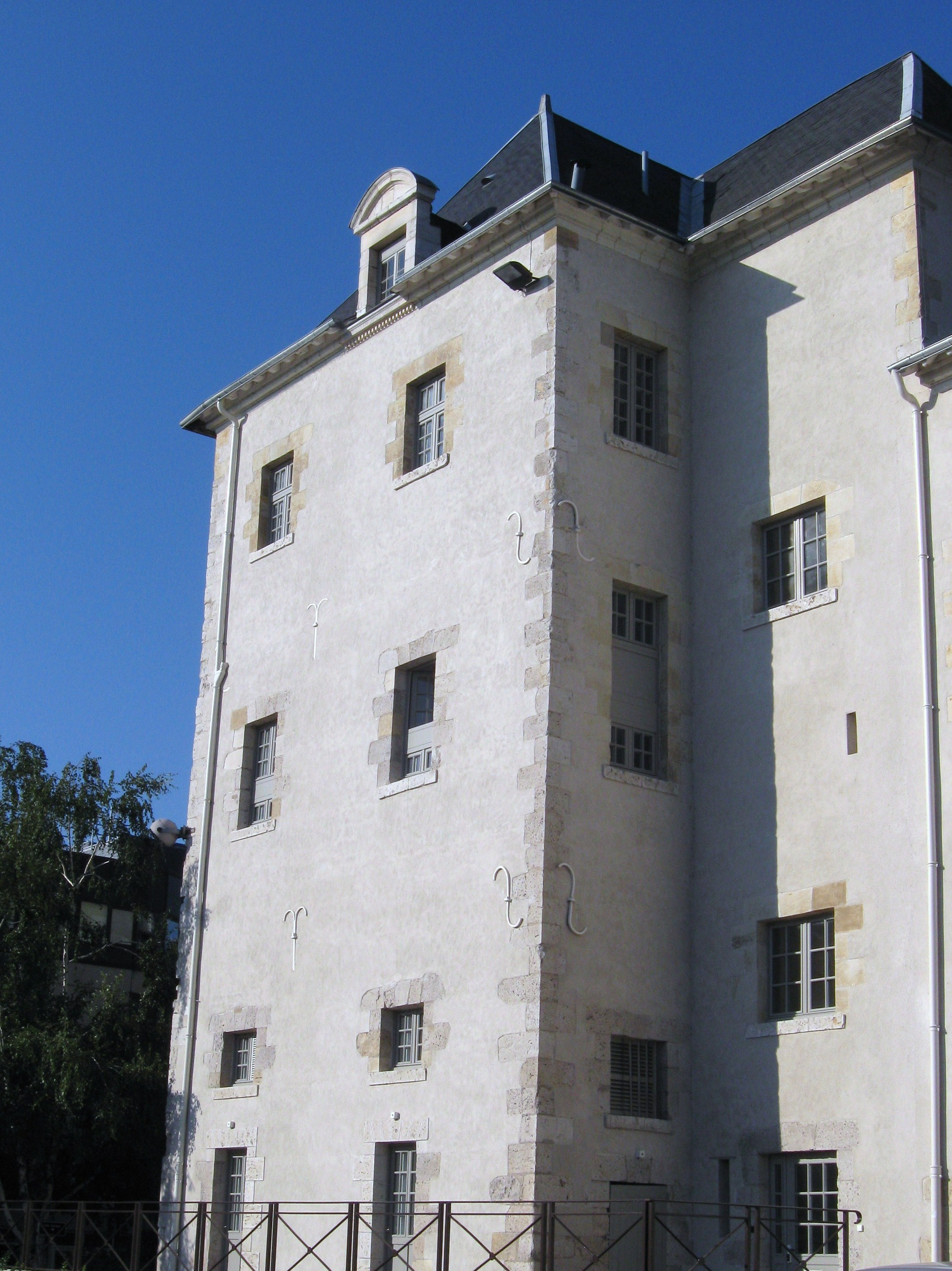
Une façade de l'hôpital.

Des incertitudes subsistent sur la création du premier hôpital d'Orléans. Une thèse la fait remonter au début du IXe siècle, à l'initiative de Théodulf, que Charlemagne avait nommé évêque d'Orléans en 798,.
L'histoire de l'Hôtel-Dieu qui lui succéda est mieux connue : créé en 1150 près de l'angle nord-ouest de la cathédrale Sainte-Croix, et remanié à plusieurs reprises, il reste en fonction jusqu'en 1844, et est démoli peu après, suscitant l'indignation de Prosper Mérimée et Charles de Montalembert, fervents défenseurs du patrimoine,.
Des hospices de moindre importance, appelés aumônes, ont également été créés en divers points de la ville, soit pour les malades, comme la Maladrerie destinée à accueillir les lépreux, ou l'Hospice Saint-Mathurin pour les aveugles, soit pour les passants et pèlerins, comme l'Aumône Saint-Antoine, bâtie dans le lit de la Loire au milieu du vieux pont d'Orléans ; la plupart de ces aumônes sont regroupées en Aumône Générale sous Henri II. Lors d'une épidémie de peste, deux lieux d'accueil pour les pestiférés sont créés : d'abord le Petit Sanitas en 1583, puis le Grand Sanitas en 1586,.
L'hôpital Porte-Madeleine regroupe les bâtiments de l'hôpital général datant du dernier quart du XVIIe siècle, ceux du nouvel Hôtel-Dieu édifié à partir de 1844, ainsi que diverses extensions plus récentes,. 
Les services de l'hôpital Porte-Madeleine ont été transférés au nouvel hôpital d'Orléans, lors de son ouverture en 2015.
Durant l'hiver 2017, un centre d'hébergement hivernal s'installa provisoirement dans le site de l'ancien hôpital.
Depuis le 4 janvier 2021, l'ancien hôpital abrite une nouvelle maison de santé.

## Description

### Services
L'hôpital a géré un service de maternité de mai 1986 à juin 2015, ainsi qu'un service d'urgence pédiatrique. Depuis, elle accueille une maison de Santé.

### Chapelle
La chapelle Saint-Charles est réalisée entre 1713 et 1717 selon les plans de l'architecte Jacques V Gabriel puis achevée selon les plans de Thuillier en 1864.

#### Ouvrage
- Marc Arnaud, La traversée du temps. Un hôpital dans sa ville : Orléans, Beaugency, France Biographie, 2008, 196 p. (ISBN 978-2-918196-00-6).

#### Articles
- François Dupuis, « Acte de 1676 concernant l'hôpital général d'Orléans », Bulletin de la société archéologique et historique de l'Orléanais, Société archéologique et historique de l'Orléanais, t. III, no 37,‎ 1860 (ISSN 0337-579X)
- D. Bontemps, « La chapelle de l'hôpital général d'Orléans, une œuvre méconnue de Jacques V Gabriel », Bulletin de la société archéologique et historique de l'Orléanais, Société archéologique et historique de l'Orléanais, t. XII, no 96,‎ 1992 (ISSN 0337-579X)